# Ley del levirato

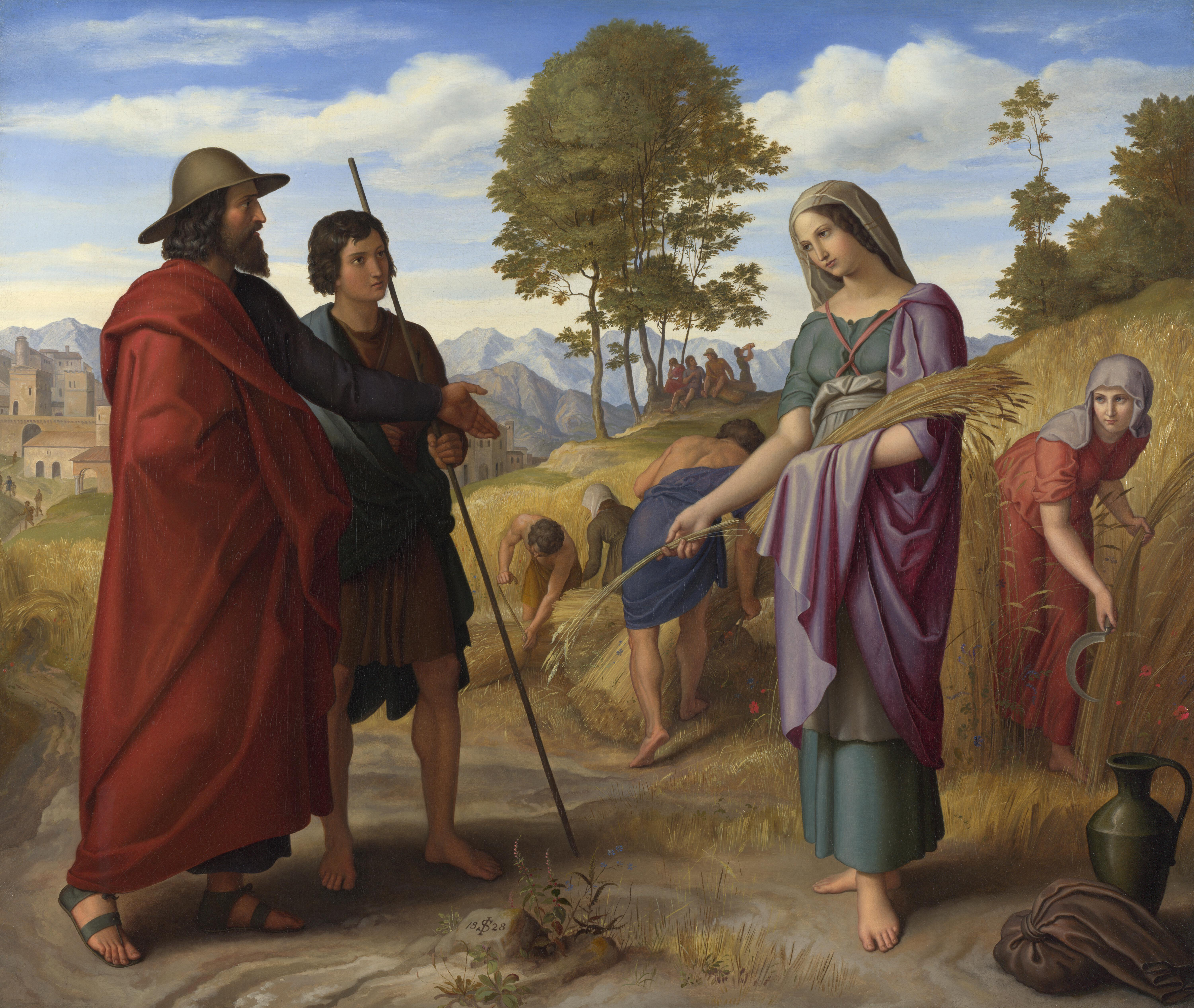
Rut en el campo de Booz, de Julius Schnorr von Carolsfeld.

La ley del levirato o simplemente el levirato es un tipo de matrimonio en el cual una mujer viuda que no ha tenido hijos se debe casar (obligatoriamente) con los hermanos (cuñados) de su fallecido esposo.
Para continuar la línea sucesoria y la descendencia familiar, el nombre del primer varón de esta nueva unión ha de ser el mismo que el correspondiente al difunto, y heredará sus bienes.
El matrimonio por levirato se ha realizado en sociedades con fuerte estructura de clanes en los que se ha prohibido el matrimonio exogámico, es decir fuera del clan.
Ha sido tradicionalmente habitual en los pueblos asirios,
hunos (chinos xiongnu o hsiong-nu),
israelitas,
jats,
mongoles,
panyabíes y
tibetanos.

## Etimología
El término deriva del latín
lēvir ‘cuñado’ (hermano del marido, implícito en vĭri: ‘varón’).

## En el judaísmo y la Torá
En el judaísmo, el matrimonio por levirato, conocido como yibbum, es la unión ordenada en la Torá, en el libro del Deuteronomio de la Biblia, que obliga al hermano de un difunto, si este no ha tenido descendencia, a casarse con la viuda.
Hay una provisión, denominada chalitzah, por la que una o ambas partes pueden elegir no cumplir esta ley. De acuerdo con algunas opiniones en la Ley judía, el yibbum es contraproducente.[cita requerida]
Un ejemplo de matrimonio bíblico por levirato es Onán –hijo de Judá–, quien fue maldecido hasta la muerte porque, durante el acto sexual con Tamar, siempre evitó la concepción.
El casamiento de Rut es semejante, aunque debe no considerarse matrimonio por levirato. Se desposa con un pariente cercano que de igual modo está dispuesto a levantar descendencia para el nombre del marido fallecido, aunque no es hermano del difunto.

## Asia central y los hunos
Entre los nómadas de Asia central han sido siempre frecuentes los matrimonios por levirato. En su obra maestra, Shǐjì (‘memorias históricas’), el historiador chino Sima Qian (145-87 a. C.) describe las costumbres de los hunos. En el libro testifica que, tras la muerte de un hombre, uno de sus familiares, normalmente un hermano, ya sea mayor o menor, se casa con la viuda.
La costumbre del levirato sobrevivió en la sociedad de los hunos del noreste del Cáucaso hasta el siglo VII. El historiador armenio Movsés Kaghankatvatsí (siglo siglo VII) expone que los savires, una de las tribus hunas del entorno, eran habitualmente monógamos, pero en algunas ocasiones, al morir un hermano de un hombre casado, este podía tomar como esposa a la viuda.
Kalankatuatsi describe la modalidad del matrimonio por levirato acostumbrado por los hunos. Como la mujer gozaba de un estatus elevado, la viuda podía elegir volver a casarse o no. Era posible que su nuevo marido fuera hermano o hijo (de otra mujer) de su primer esposo. Así, era factible acabar casándose con un cuñado o con un hijastro. No importaba la diferencia de edad.
Ludmila Gmyrya, historiadora del Daguestán, afirma que en esta república de la Federación Rusa el levirato sobrevivió hasta cerca de 1950.

## Escitia
Para explicar la longevidad de más de dos milenios del levirato en las sociedades nómadas, el historiador soviético Khazanov propone razones económicas: «heredar» una esposa como parte de la «propiedad» del difunto es una manera de dar respuesta a las necesidades de educación y de alimentación tanto de la mujer como de los posibles hijos.
Esta costumbre ha revivido en épocas de especial penuria económica, como durante la Segunda Guerra Mundial (1939-1945), en cuyo transcurso ocurrió un renacimiento del levirato en Asia central. En estas circunstancias, los hijos adultos y los hermanos de un fallecido se consideraban responsables de sus parientes. Uno de ellos se casaba con la viuda y adoptaba sus hijos.

## África
En muchos pueblos del África central y del sur se ha efectuado también este tipo de costumbres. Hasta cierto punto es aún vigente. Al aumentar la conciencia de los derechos de la mujer en países como Sudáfrica, se ha prácticamente abandonado la obligación de una mujer viuda a casarse con un familiar de su marido.

## En la literatura
El matrimonio de una viuda con el hermano de su difunto marido es el detonante del argumento de Hamlet, obra de William Shakespeare.
En la obra La tía Tula (1921) de Miguel de Unamuno, las costumbres del levirato]] del sororato (matrimonio de un varón con una o más hermanas ―no suyas, desde luego; esto degeneraría en adelfogamia―) constituyen el sustrato antropológico, concretamente antropología del parentesco, en el que se manifiesta la represión sexual de la época.

## En España
De diversas zonas rurales de España se han documentado casos de levirato (cuando fallecía el padre, la madre debía casarse con un hermano de su marido) y de sororato (cuando fenecía la madre, era obligación del padre casarse con una hermana de su mujer).